# پوپووتسی (آلکساندروواتس)
پوپووتسی (به صربی: Popovci) یک منطقهٔ مسکونی در صربستان است که در الکساندراواک واقع شده‌است. پوپووتسی ۹۲ نفر جمعیت دارد.